# Andromachos
Andromachos (grekiska: Ἀνδρόμαχος, latin: Andromachus), var en läkare från Kreta som levde under första århundradet e.Kr. och som verkade som Neros livmedikus. Han uppfann läkemedlet teriak, baserat på det tidigare mithridat. Han är så vitt känt också den första person som fick titeln arkiater.